# Bathybiaster loripes
Bathybiaster loripes är en sjöstjärneart som beskrevs av Percy Sladen 1889. Bathybiaster loripes ingår i släktet Bathybiaster och familjen kamsjöstjärnor.

## Underarter
Arten delas in i följande underarter:
- B. l. loripes
- B. l. obesus